# 頭前溪 (地名)
頭前溪，是臺灣屏東縣屏東市的一個傳統地域名稱，位於該市西南部。相較於今日行政區，其範圍大致包括崇智里西南部、必信里不含北端、永光里、永昌里、永順里西南端、長安里不含東北端、潭墘里西南部、凌雲里、鵬程里、前進里不含東南部邊界地帶、大洲里、清溪里、大武里、崇武里、安鎮里、永安里西北部、厚生里、建國里南半部，萬年里西北部邊界地帶中段。

## 歷史
台灣日治初期，頭前溪地區為一街庄，稱為「頭前溪庄」，隸屬於港西中里。該庄北與崇蘭庄、阿緱街為鄰，東及東南隔牛稠溪與歸來庄、公館庄為界，南邊為社皮庄，西邊隔淡水溪（今高屏溪）與磚仔磘庄、九曲堂庄、大樹腳庄為界。
1901年（日治明治34年）11月，全台設置二十廳，該庄隸屬於阿緱廳。1909年（明治42年）10月，合併二十廳為十二廳，該庄仍隸屬於阿猴廳（1903年改名阿緱廳）。1920年（大正9年），廢十二廳改設五州二廳，該庄改制為「頭前溪」大字，隸屬於高雄州屏東郡屏東街。1933年（昭和8年）12月，屏東街升格為州轄屏東市。
戰後屏東市改制為省轄市，隸屬於高雄縣，並將市區劃分為東區、南區、北區、中區，大字亦改制為里。1946年4月，原屬高雄縣之萬丹鄉、長興鄉（含今麟洛鄉）、九塊鄉劃入屏東市，改稱萬丹區、長治區、九如區。1950年10月，高、屏分治，屏東市改制為縣轄市，隸屬於屏東縣，並將萬丹區、長治區、九如區劃出，改制為萬丹鄉、長治鄉、九如鄉。

## 聚落
本地區發展較早的聚落有林仔內、六塊厝、頭前溪、大溪洲等，在日治期初期的官方地圖上已有記載。

## 交通
- 省道台1線
- 省道台3線
- 省道台24線
- 縣道189號

## 學校
- 大同國小
- 鶴聲國小
- 前進國小

## 廟宇
- 林仔內三山國王廟